# Lawrence J. Crabb

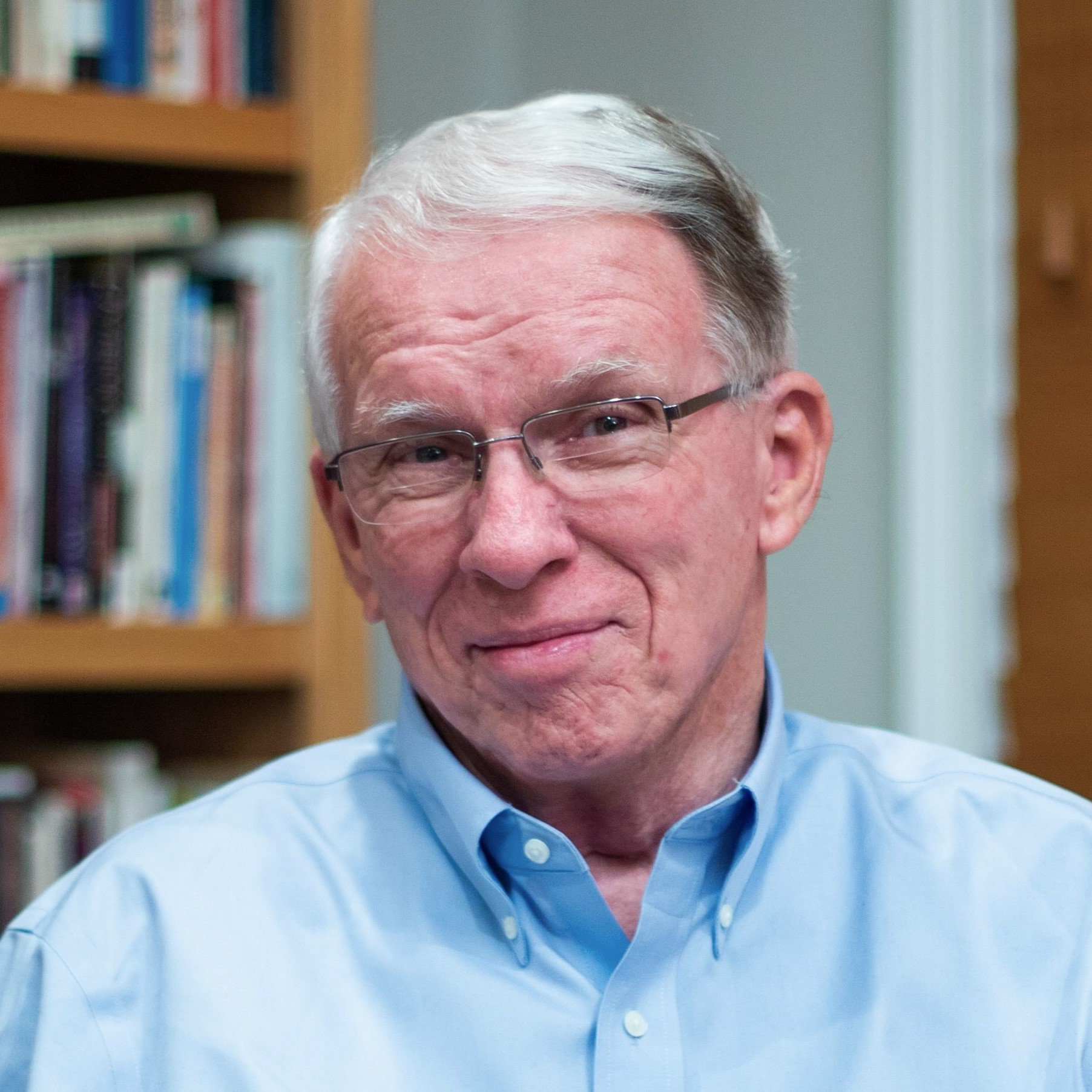
Lawrence J. Crabb

Lawrence J. „Larry“ Crabb junior (* 1944 in Evanston, Illinois; † 28. Februar 2021 in Lakewood, Colorado) war ein US-amerikanischer Psychologe, Professor, Sachbuchautor und Gründer und Direktor von New Way Ministries. Er propagierte eine an der Bibel orientierte Seelsorge und Beratung (englisch: biblical counselling).

## Leben
Crabb wuchs in einer Familie der Plymouth Brethren in Evanston bei Chicago auf. Sein Vater Larry Crabb senior war Verkäufer von Werkzeugmaschinen. Er studierte Psychologie, was bei ihm eine Glaubenskrise auslöste. Die Auseinandersetzung mit den christlichen Apologeten Francis Schaeffer und C.S. Lewis führte ihn zum christlichen Glauben zurück. Er gewann die Überzeugung, dass dieser Glaube eine Rolle in der klinischen Psychologie spielen sollte. Seinen Bachelor in Psychologie machte er 1965 am Ursinus College, seinen Master in klinischer Psychologie legte er 1969 an der Universität von Illinois ab, wo er auch 1970 doktorierte. Als Nebenfächer belegte er Sprachtherapie und Philosophie der Wissenschaften.
Von 1970 bis 1971 war er Mitarbeiter der psychologischen Studienberatung an der Universität von Illinois. 1971 erhielt er den Teacher of the Year Award in der Abteilung Psychologie. 1971–1973 war er Assistenzprofessor für Psychologie. 1973 bis 1982 führte Crabb eine Privatpraxis für Klinische Psychologie in Boca Raton, Florida. 1982 bis 1989 lehrte er am Grace Theological Seminary in Winona Lake, Indiana und biblische Beratung am Anmut Theological Seminary, wo er auch Vorsitzender war. Gleichzeitig gründete er das Institut für Biblische Seelsorge, das dann die School of Behavioral Sciences (deutsch: Schule der Verhaltenswissenschaften) ersetzte. 
1988 bis 1999 war er außerordentlicher Professor für Praktische Theologie am Regent College in Vancouver. 1989–1996 war er Vorsitzender und Professor für biblische Beratung an der Colorado Christian University in Lakewood (Colorado). Dort konnte er ein Seelsorgestudienprogramm einrichten, wo er weiterhin noch lehrte. In der American Association of Christian Counselors (deutsch: Amerikanische Vereinigung christlicher Berater) wirkte er als geistlicher Leiter.
2001 gründete er eine eigene Organisation, New Way Ministries, die Schulungen und Konferenzen für biblisch orientierte Seelsorge und Beratung und geistliche Begleitung durchführte. Er war zudem geistlicher Berater der American Association of Christian Counselors. 2010 sprach er beim Willow-Creek-Leadership-Kongress in Karlsruhe.

## Familie
Crabb war verheiratet mit Rachael; sie haben zwei erwachsene Söhne und lebten in der Nähe von Denver.

## Lehre
Crabb wies schon 1975 in seinem ersten Buch Grundlagen biblischer Seelsorge auf Mankos der säkularen Beratung hin und skizzierte einen mehr an der Bibel orientierten Ansatz. Er gab der christlichen Auffassung, dass der Mensch nach dem Bild Gottes geschaffen und in Sünde gefallen sei, den Vorzug gegenüber humanistischen Modellen. Negative Gefühle seien die Folgen falschen Verhaltens, das aus sündigem Denken komme. Beichte, Reue und Umkehr seien Wendungen zu richtigem Denken, was rechtes Verhalten und dann befriedigende Gefühle hervorrufe. Denn Gott suchen, ihm vertrauen und echte Gemeinschaft pflegen sei befriedigender als Probleme lösen und Glück finden, weil die tiefen menschlichen Bedürfnisse der Bedeutung und der Sicherheit gestillt würden. Das tiefe Empfinden von Schmerzen und Trauer sei nicht zwingend eine geistliche Unreife oder eine Neurose, sondern ein authentischer, realistischer Umgang mit unangenehmen Gefühlen, die nicht so schnell verschwinden würden. Solche Gefühle könne man ignorieren, verschleiern, falsch etikettieren oder mit vielen Aktivitäten überschwemmen. Aber sie würden darauf hinweisen, dass wir geschaffen worden seien, um eine bessere Welt als diese zu erleben.
Crabb wurde auch schon als evangelikaler Mystiker bezeichnet. Er orientierte sich als tiefsinniger, authentischer Mensch eher an den christlichen Klassikern der frühen Kirche und deren spirituellen Praktiken als bei den zeitgenössischen Evangelikalen, weil sie seine durstige Seele besser stillen könnten. Der katholische Priester Brennan Manning wurde zu seinem geistlichen Begleiter, Mentor und Freund. Tägliche Andachten, nicht Trinken, treuer Gottesdienstbesuch, fleißige Mitarbeit bei Gemeindeprojekten und leistungsorientierte Predigten hätten ihn nicht zu einer dynamischen Freude an Gott geführt. Jesus habe einen anderen Weg vorgezeichnet, den des Geistes, der Gnade, des Vertrauens, der Freiheit und der Nähe Gottes. Er bezeichnete diese Liebesgeschichte Gottes auch als The larger story (deutsch: Die grössere Geschichte).

## Schriften (Auswahl)
1975 veröffentlichte Crabb sein erstes Buch Basic Principles of Biblical Counseling über die Grundlagen biblischer Seelsorge beim Verlag Zondervan in Grand Rapids (Michigan). 1977 kam das Lehrbuch Effective Biblical Counseling heraus, das über 200.000 mal verkauft wurde. Seither hat er über vierzig Bücher geschrieben, die teilweise auch in andere Sprachen und ins Deutsche übersetzt wurden:
- mit Dan Allender: Dem andern Mut machen. Seelsorge im täglichen Miteinander. Brunnen, Basel 1986, ISBN 3-7655-3882-5.
- Die Last des andern. Biblische Seelsorge als Aufgabe der Gemeinde. Brunnen, Basel 1988, ISBN 3-7655-2348-8. (4. Auflage 2007, ISBN 978-3-7655-3889-6).
- „In guten wie in bösen Tagen.“ Strategien für eine erfüllte Ehe. Ein Leitfaden für Ehepaare und Seelsorger. 3. Auflage. Brunnen, Basel 1989, ISBN 3-7655-2433-6.
- Wenn Gott unsere Wünsche nicht erfüllt ... hat er etwas Besseres mit uns vor! Loslassen und Vertrauen lernen. Brunnen, Basel 2003, ISBN 3-7655-1296-6.
- Christsein ohne Krampf. Wie Gott falschen Druck von uns nimmt. Brunnen, Basel 2004, ISBN 3-7655-1345-8. (6. Auflage 2008, ISBN 978-3-7655-4030-1).
- Glück suchen oder Gott finden. Unterscheidungshilfen in der Welt des Kuschelchristentums. 3. Auflage. Brunnen, Basel 2006, ISBN 3-7655-3886-8.
- Das Schweigen der Männer ... und was wirklich dahintersteckt. Brunnen, Basel 2007, ISBN 978-3-7655-3888-9. (Originaltitel: The silence of Adam).
- Von innen nach aussen. Echte und dauerhafte Veränderung ist möglich. Brunnen, Basel 2007, ISBN 978-3-7655-3881-0.
- Connecting. Das Heilungspotential der Gemeinschaft. Ein radikal neuer Ansatz, die Kraftquellen Gottes zu entdecken. Brunnen, Basel 2007, ISBN 978-3-7655-3884-1.
- Dem Vater im Himmel ganz nah. Eine neue Möglichkeit zu beten. Brunnen, Basel 2007, ISBN 978-3-7655-1395-4.
- Verstehe, wer du bist. Was unsere Beziehungen über uns aussagen. Brunnen, Basel 2009, ISBN 978-3-7655-4064-6. (Originaltitel: Understanding who you are).
- Soul Talk – die Sprache des Herzens. Wie tiefere Beziehungen entstehen können. 2. Auflage. Brunnen, Basel 2010, ISBN 978-3-7655-1353-4.
- Gemeinde. Aber richtig! Trotz Enttäuschungen dran bleiben können. Brunnen, Basel 2010, ISBN 978-3-7655-1460-9. (Originaltitel: Real Church).
- Orte der Geborgenheit und Heilung. Auf dem Weg zu authentischen geistlichen Gemeinschaften. GloryWorldMedien, 2011, ISBN 978-3-936322-58-3.
- 66 Liebesbriefe. Eine Einladung, an der grössten Liebesgeschichte der Welt teilzuhaben. Brunnen, Basel 2011, ISBN 978-3-7655-1111-0.